# Однополые браки в Аргентине

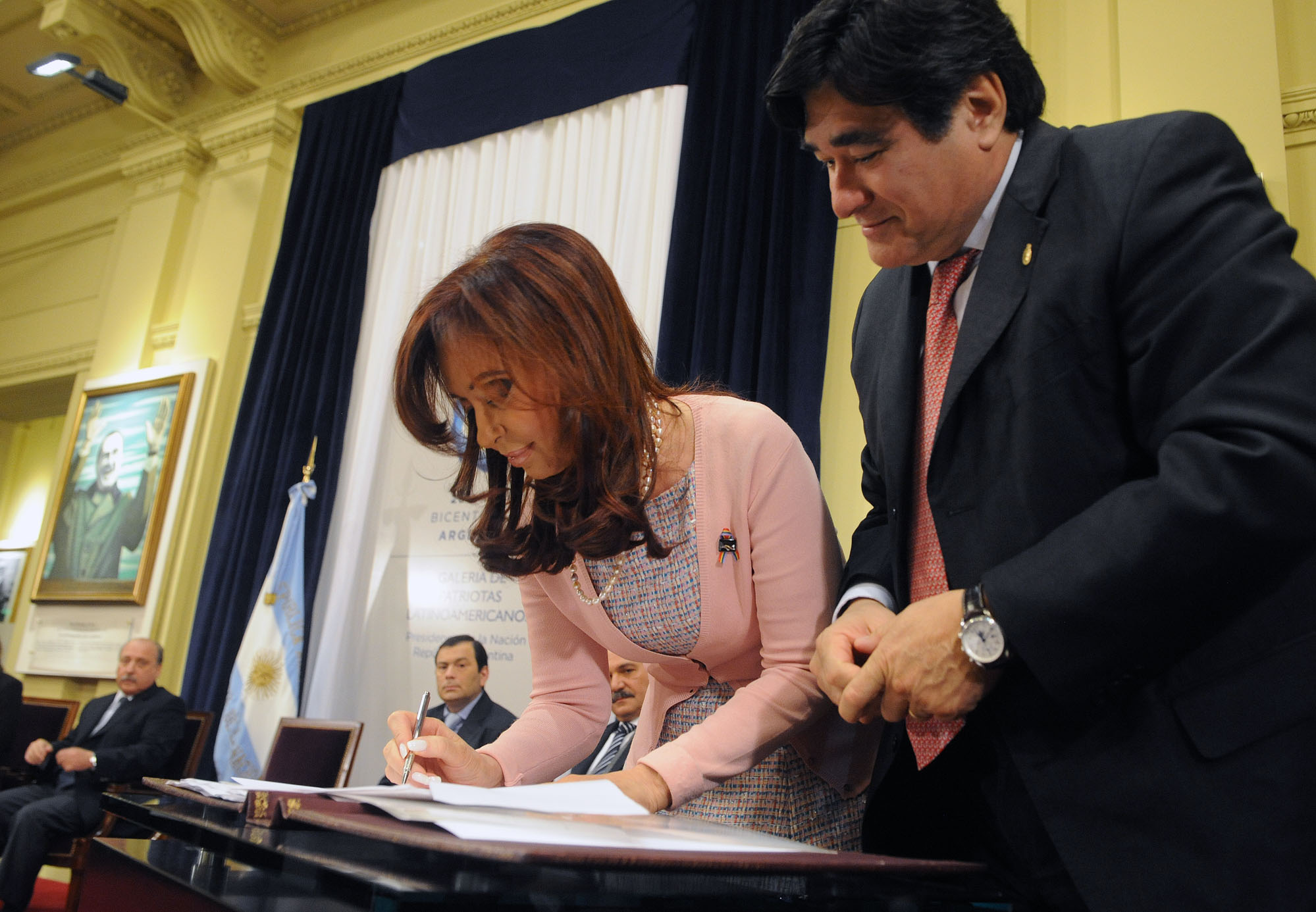
Президент Аргентины Кристина Фернандес де Киршнер ставит свою подпись на законопроекте.

Право однополым парам вступать в брак в Аргентине было предоставлено 22 июля 2010 года, как только об этом было объявлено в официальном правительственном вестнике.

## История принятия закона
Ещё в 2002 году Буэнос-Айрес стал первым городом Латинской Америки, легализовавшим гражданские союзы для однополых и разнополых пар. Затем к нему присоединились ещё четыре аргентинских города. В августе 2008 года на федеральном уровне в Аргентине также был принят закон, по которому однополые пары получили право требовать пенсию за своего умершего партнёра. Заключение однополого брака в Аргентине с гражданином или гражданкой Аргентины по рождению также даёт возможность претендовать на получение гражданства Аргентины в упрощённом порядке без необходимости обязательного в других случаях двухлетнего проживания в стране.

### Судебные тяжбы за право на брак
13 ноября 2009 года муниципальный суд Буэнос-Айреса выдал разрешение на заключение брака гомосексуальной паре — Хосе Марии ди Бельо (исп. Jose Maria Di Bello) и Алексу Фрейре (исп. Alex Freyre), несмотря на государственную политику Аргентины, определявшую брак как союз мужчины и женщины. Бракосочетание было запланировано на 1 декабря 2009 года, однако федеральный суд на время заблокировал решение муниципального судьи Буэнос-Айреса и приостановил подготовку свадебных мероприятий. Началась целая серия судебных тяжб. 28 декабря пара, однако, всё же смогла заключить брак в городе Ушуая (столица провинции Огненная земля).
В марте и апреле 2010 года судебного разрешения на заключение брака добилось ещё две однополые пары — Дэмиан Бернат (исп. Damian Bernath) и Хорхе Салазар (исп. Jorge Salazar), а также Норма Кастильо (исп. Norma Castillo) и Рамона Аревало (исп. Ramona Arevalo). При этом спустя две недели брак Берната и Салазара был аннулирован решением федерального суда.
К июлю 2010 года в Аргентине было уже заключено восемь однополых браков. В каждом из восьми случаев разрешение на брак было получено в судебном порядке, опираясь на то, что в Конституции Аргентины не содержится однозначных указаний на то, что брак — это исключительно союз мужчины и женщины. К этому времени в Сенате Аргентины уже рассматривался законопроект об однополых браках.

### Разработка и принятие закона
Законопроект был одобрен Палатой депутатов 5 мая 2010 года и Сенатом 15 июля 2010 года. Представители местной Римско-католической церкви потребовали от Сената провести в стране референдум по однополым бракам. Однако, запрос был отклонён Сенатом.
Президент Кристина Фернандес де Киршнер подписала законопроект 21 июля 2010 года. Таким образом, Аргентина стала первой латиноамериканской и десятой страной в мире, легализовавшей однополые браки.
После принятия закона об однополых браках консервативная группа «Федеральная семейная сеть» начала собирать подписи с требованием о его отмене. Координатор сети Хуан Пабло Берардуччи (исп. Juan Pablo Berarducci) был намерен собрать 500 тысяч подписей до июля 2011 года.
В 2012 году Аргентина разрешила вступать в однополый брак негражданам, для чего требуется только паспорта и временный адрес проживания в Аргентине.

## Позиция церкви
В дни, предшествующие голосованию в конгрессе, кардинал Хорхе Бергольо, архиепископ Буэнос-Айреса, назвал законопроект «разрушительной атакой на божественный замысел» и собрал 60 000 манифестантов в знак протеста. Споры по вопросу о брачном равноправии обнажили пропасть между церковными лидерами и большинством населения. Несмотря на то что Аргентина католическая страна, всего 22 % населения регулярно посещает мессы.
Так, президент Аргентины Киршнер заявила:
«Отцы церкви преподносят это как наступление на мораль и религию и угрозу естественному положению вещей, в то время как мы имеем дело с реальностью такой, какая она есть. Лишить меньшинства их прав было бы нарушением демократии».

## Статистика
Первое однополое бракосочетание после принятия закона состоялось 13 августа 2010 года. Первыми официальными однополыми супругами должны были стать 60-летний актёр Эрнесто Родригес Ларресе (исп. Ernesto Rodriguez Larrese) и его 61-летний партнёр Алехандро Ванелли (исп. Alejandro Vanelli). Однако, как выяснилось позднее, первой однополой парой, воспользовавшейся новым законом, стали 54-летний Хуан Карлос Наварро (исп. Juan Carlos Navarro) и 65-летний Мигель Анхель Калефато (исп. Miguel Angel Calefato), сочетавшиеся браком двумя часами ранее в провинциальном городке Сантьяго-дель-Эстеро.
В течение первого месяца действия закона вступили в брак 72 пары мужчин и 31 женская пара; кроме того, на рассмотрении находится как минимум 300 заявлений от однополых пар, желающих усыновить ребёнка. Средний возраст мужчин, заключивших брак, составляет 57 лет, почти все эти пары прожили вместе по 10 и больше лет.
За первый год легализации однополых браков (с июля 2010 года по июль 2011 года) своим правом на брачный союз воспользовалось 2 697 однополых пар, из них 60 % — мужских пар и 40 % — женских. Однополые браки были заключены во всех без исключения аргентинских провинциях.
Первый развод был зафиксирован в июне 2011 года.
27 июля 2012 года супруги из Буэнос-Айреса, Алехандро Гринблат и Карлос Дермгерд стали первыми мужчинами в Латинской Америке, чей новорождённый получил двойное отцовство. Их ребенок, Тобиас, является биологическим сыном одного из двух мужчин и родился у суррогатной матери. Он стал первым человеком в Аргентине со свидетельством о рождении с двумя отцами.
На 2014 год было зарегистрировано 9500 браков.